# Liiceni
Liiceni – wieś w Rumunii, w okręgu Aluta, w gminie Drăghiceni. W 2011 roku liczyła 525 mieszkańców.